# Magpumpning

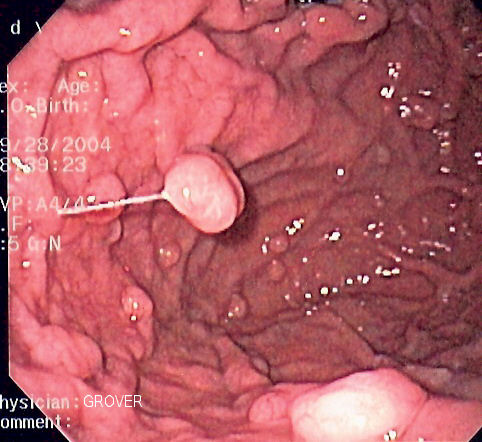
Endoskopbild av magpumpning

Magpumpning är den vardagliga termen på ventrikelsköljning, det vill säga en medicinsk behandlingsåtgärd där man tömmer magsäcken på giftiga substanser genom att föra ner en sond via munnen och via den skölja magsäcken med vatten.
Vid ventrikelsköljning tidigt i förloppet efter en förgiftning där den giftiga substansen intagits via munnen har det god effekt, medan effekten är mer tveksam senare i förloppet. Hur tidigt ventrikelsköljningen skall utföras för att ha effekt beror på mängden giftig substans som intagits, vilken substans det rör sig om samt i vilken form den intagits. Riskerna vid korrekt utförd ventrikelsköljning är vanligtvis små, men det finns viss risk för att sondinnehåll kan hamna i luftstrupen i samband med att sonden dras upp eller att gift som finns i magsäcken sköljs ner i tunntarmen av sköljvätskan och absorberas, vilket kan leda till en förstärkt gifteffekt under tiden strax efter ventrikelsköljningen.